# ایوان بولوتنیکوف
ایوان ایسایویچ بولوتْنیکوف (۱۵۶۵ – ح. ۱۸ اکتبر ۱۶۰۸) انقلابی روسی و رهبر یک شورش مردمی در روسیه در سال‌های ۱۶۰۶ تا ۱۶۰۷ بود که به «شورش بولوتنیکوف» معروف است. این شورش بخشی از دورهٔ زمانه دشواری‌ها در تاریخ روسیه به‌شمار می‌آید که برای مدتی کوتاه ثبات نظام اجتماعی فئودالی را به خطر انداخت. این شورش پس از به قدرت رسیدن تزار واسیلی شوئسکی، نمایندهٔ اشرافیت عالی‌رتبه، آغاز شد.
بولوتنیکوف که در اصل بردهٔ شاهزاده آندری تِلیاتِفْسکی بود، از کودکی سودای آزادی در سر داشت. او گریخت و به کازاک‌های دُن پناه برد، اما به دست تاتارها اسیر شد و به ترک‌ها فروخته شد تا در کارهای سخت به بیگاری گرفته شود. او سرانجام گریخت و از راه ونیز و لهستان به روسیه بازگشت و در سال ۱۶۰۶، همزمان با آغاز شورش مردمی علیه شوئیسکی، در شهر پوتیول ساکن شد. به زودی بولوتنیکوف که لقب «دلیر» داشت، رهبری این قیام را به عهده گرفت. شورش ابتدا در منطقهٔ کرومی آغاز شد و بیشتر دهقانان و رعایا در آن حضور داشتند، اما پس از پیروزی بر نیروهای تزار در کرومی (اوت ۱۶۰۶)، نیروهای شبه‌نظامی اشراف میانه و خُرد به فرماندهی باشکوف و لیاپونوف نیز به او پیوستند. دو سپاه شورشی در ۷ اکتبر ۱۶۰۶ به مسکو رسیدند و تزار را در تنگنا گذاشتند.به گفتهٔ عبدالوهاب الکیالی، «با این حال، شعارهای آزادی‌خواهانهٔ بولوتنیکوف، اشراف میانه و خُرد را ترساند و آنان در نوامبر همان سال به شوئیسکی پیوستند. این تغییر جبهه، ضربهٔ سختی به شورشیان زد و بولوتنیکوف مجبور شد به کالوگا عقب‌نشینی کند، جایی که حمایت اقوام غیر روس منطقهٔ ولگا و کازاک‌ها را به دست آورد. این پشتیبانی، شورش را رنگ‌وبوی آزادی ملی داد و بولوتنیکوف را قادر ساخت تا دوباره حمله کند و شهر تولا را تصرف نماید.» او تا بهار ۱۶۰۷ در تولا ماند، اما سپس نیروهای تزار شهر را چهار ماه محاصره کردند. در ۱۰ اکتبر ۱۶۰۷، پس از وعدهٔ عفو از سوی شوئیسکی، شهر تسلیم شد؛ ولی تزار پیمان خود را شکست و همهٔ شورشیان را به مسکو برد و اعدام کرد. در ۱۸ اکتبر، بولوتنیکوف، رهبر شورش نیز به شمال به کارگوپول تبعید شد، جایی که چشمانش را کور کردند و سپس او را در چالهٔ یخ غرق کردند.

## زندگی اولیه
تاریخ‌نگار آمریکایی پاول آوریچ، بولوتنیکوف را چنین توصیف کرده است: «هم‌عصرانش او را مردی بلندقد، نیرومند، باهوش و پرانرژی می‌دانستند.» بولوتنیکوف در آغاز بردهٔ شاهزاده آندری تلیاتفْسکی بود، اما گریخت و به قزاق‌ها در مرز استپ میان روسیهٔ موسکویی و خانات کریمه پیوست. او به دست تاتارهای کریمه اسیر شد و به عنوان پاروزن در یک گالی ترکی به بردگی فروخته شد. در یک نبرد دریایی، کشتی‌های آلمانی او را آزاد کردند و به ونیز بردند. بولوتنیکوف در راه بازگشت به موسکوی، از لهستان گذشت و در آنجا داستان‌هایی دربارهٔ تزار دیمیتری شنید. این شنیده‌ها او را به شهر سامبور کشاند، جایی که با میخائیل مولچانوف دیدار کرد. مولچانوف از عاملان قتل فئودور گودونوف و هم‌پیمان گریگوری شاخوفسکوی بود که در تدارک شورشی علیه مسکو از طریق یک دیمیتریِ قلابی جدید بودند. در ژوئن یا ژوئیهٔ ۱۶۰۶، مولچانوف بولوتنیکوف را با نامه‌ای به پوتیول فرستاد که در آن نوشته شده بود او خدمتکار تزار دیمیتری است.

## شورش

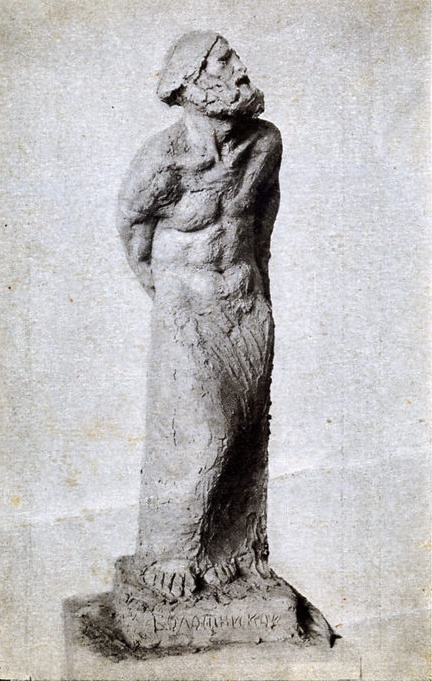
پیکرهٔ بولوتنیکوف از پروژهٔ یادبود آی.آی. بولوتنیکوف، ۱۹۱۸، از مجموعه کارت پستال‌های تکثیرشده «از تاریخ کارت پستال انقلابی روسیه»، ۱۹۷۷.

میخائیل مولچانوف، ایوان بولوتنیکوف را به شهر پوتیول فرستاد تا با گرگوری شاخوفسکوی، یکی از ویووُدها (فرماندهان نظامی) دیدار کند. شاخوفسکوی او را به‌عنوان فرستادهٔ تزار جدید پذیرفت و فرماندهی یک واحد کازاک را به او سپرد. بولوتنیکوف از این فرصت استفاده کرد و ارتشی کوچک از خولوپ‌ها (بردگان فراری)، دهقانان، یاغیان و ولگردانی که از وضعیت اجتماعی و اقتصادی روسیه ناراضی بودند، گرد آورد. او به آنان وعده داد که طبقهٔ حاکم را نابود کرده و نظام اجتماعی تازه‌ای برقرار کند. به دستور شاخوفسکوی، بولوتنیکوف و ارتشش در اوت ۱۶۰۶ به سمت کرومی (در استان امروزی اوریول) حرکت کردند و ارتش موسکویی به فرماندهی شاهزاده یوری تروبِتسکوی را شکست دادند. از آنجا به سوی سرپوخوف پیشروی کرده و شهر را غارت کردند.

### محاصره
شاخوفسکوی، بولوتنیکوف را به‌عنوان «بولْشُویِ وُیْوُدِن» (فرماندهٔ ارشد) پادگان پوتیول منصوب کرد و بنا بر گفتهٔ پاول آوریچ، نیروهای او را با «دهقانان فراری، شهرنشینان فقیر، کازاک‌ها، بردگان، راهزنان و ولگردانی از هر قماش که برای پیوستن به شورش به پوتیول آمده بودند» تقویت نمود. بسیاری از این افراد از کهنه‌سربازان شورش خلوپکو و کارزار دیمیتری دروغین اول بودند. بولوتنیکوف، این جناح چپ شورشیان را از کرومی به کالوگا، سپس به سرپوخوف و از آنجا به سوی مسکو رهبری کرد. جناح راست شورشیان نیز متشکل از گروهی به رهبری پروکوپی لیاپونوف، فرماندهٔ شبه‌نظامیان ریازان، و ایستُما پاشکوف، یک ملازم از تولا، از سمت تولا به سوی مسکو پیشروی نمودند. در جریان محاصرهٔ مسکو (۱۶۰۶)، تزار واسیلی شوئسکی از بخش جنوبی شهر پشت دیوارهای چوبی دفاع می‌کرد، در حالی که میخائیل اسکُپین-شوئسکی به پایگاه‌های شورشیان در کولومنْسکویه و زابوری حمله برد. در همین زمان، پاتریارک هِرموجِنِس، شورش را «کار شیطان و دیوهایش» خواند و آن را محکوم کرد.

### نقطهٔ عطف
در ۱۵ نوامبر، لیاپونوف پس از دریافت وعدهٔ ارتقای مقام، کرسی در شورای بویار و مقدار زیادی نقره، همراه با شبه‌نظامیان ریازانی خود به سوی تزار پیوست. تزار همچنین از اسمولنسک و رود دْوینا شمالی نیروهای کمکی تازه‌ای دریافت کرد. در ۲۶ نوامبر، ایستُما پاشکوف نیز به تزار پیوست. سپس در ۲ دسامبر، اسکوپین-شوئسکی به کولومنْسکویه و زابوری یورش برد و بولوتنیکوف را وادار کرد که به سمت جنوب، نخست به سرپوخوف و سپس به کالوگا عقب‌نشینی کند؛ جایی که او برای شش ماه بعد در محاصره قرار گرفت.

### کمک شاهزاده آندری تلیاتفسکی
در بهار ۱۶۰۷، یک مدعی تاج‌وتخت دیگر با نام «پتر دروغین» (که با نام «ایلیکا مورومتس» نیز شناخته می‌شد و ادعا داشت پسر فیودور یکم است) به شهر تولای آمد و همراه گروهی بزرگ از راهزنان با شاهزاده گریگوری شاخوفسکوی دیدار کرد. بلافاصله پس از این ملاقات، شاخوفسکوی شاهزاده آندری تِلیاتِفسکی و افرادش را برای کمک به ایوان بولوتنیکوف فرستاد و این امر شاهزاده، مستیسلاوسکی را واداشت تا محاصرهٔ کالوگا را رها کند. بولوتنیکوف به تولا رفت و بدین ترتیب، همهٔ شورشیان در یک مکان گرد هم آمدند و شمار نیروهایشان به حدود ۳۰ هزار نفر رسید. در این زمان، واسیلی شوئیسکی تصمیم گرفت همهٔ آن‌ها را یک‌باره هدف قرار دهد و در ۲۱ مهٔ ۱۶۰۷ از مسکو خارج شد. او تولا را محاصره کرد، اما شورشیان با وجود کمبود و گرسنگی تا ماه اکتبر مقاومت کردند. بولوتنیکوف نامه‌هایی به دیمیتری دوم دروغین در استارودوب برای درخواست کمک فرستاد، ولی پاسخی دریافت نکرد.

### تسلیم و مرگ
سرانجام، ایوان بولوتنیکوف تصمیم گرفت برای تسلیم شدن مذاکره کند. تزار وعده داد که در ازای تحویل شهر تولا، شورشیان را ببخشد. در ۱۰ اکتبر، شورشیان خود را به مقامات تسلیم کردند. با این حال، شوئیسکی به وعدهٔ خود عمل نکرد. او در ۳۰ اکتبر همهٔ رهبران شورشی را به مسکو منتقل کرد و سپس هر یک را به شیوه‌ای متفاوت اعدام نمود. ایوان بولوتنیکوف به کارگوپول برده شد، نابینا گردید و سپس در آب غرق شد.